# Аплетин, Михаил Яковлевич
Михаил Яковлевич Аплетин (1885 — 1981) — советский профсоюзный деятель, литературный критик, первый руководитель ВПА имени В. И. Ленина.

## Биография
В 1901 году окончил городское училище в Кинешме и осенью 1905 года выдержал экзамен на звание учителя начальной школы, преподавал в воскресной школе для взрослых. С 1905 по начало 1918 года состоял членом партии эсеров, с августа 1919 становится членом РКП(б). В 1910–1914 годах учился на историко-филологическом факультете Петербургского университета и был оставлен при кафедре словесности для подготовки к профессорскому званию. В 1917 году участвовал в организации Союза учителей-интернационалистов. 
Весной 1918 году назначен педагогом, а затем главным комиссаром 2-й гимназии военного ведомства, работал по реорганизации её в школу-коммуну для детей красноармейцев, краснофлотцев, красногвардейцев. Одновременно был председателем исполнительного комитета Петроградского учебного округа. Заведовал культурно-просветительным факультетом Инструкторского института Красной армии. Участник Всероссийских съездов работников просвещения в 1918, 1919 и 1921. 
В 1921–1922 годах — преподаватель Союза работников просвещения Петроградской губернии, член Центрального комитета (ЦК) Союза работников просвещения, секретарь ЦК, а с 1924 года — секретарь по международным вопросам. Состоял председателем секции иностранной педагогики и членом правления Общества педагогов-марксистов. Член правления и председатель педагогической секции Всесоюзного общества культурных связей с заграницей (ВОКС). В 1929 году избран секретарём парижского Интернационала работников просвещения, участвовал в международных конгрессах педагогов в Париже, Брюсселе и других городах. 
В 1930–1932 годах — заместитель заведующего Агитпропом Профинтерна, редактор журнала «Международное рабочее движение». С 1932 года по март 1935 года — генеральный секретарь, а затем заместитель председателя ВОКС. С 1935 ведал работой по линии Международного объединения революционных писателей (МОРП) Союза писателей СССР. С января 1936 года — секретарь, с октября 1938 года — заместитель председателя Иностранной комиссии Союза писателей СССР, исполнял обязанности председателя после ареста М. Е. Кольцова. 
На пенсии с 1958 года. Скончался 20 июня 1961 года.

## Публикации
- Аплетин, М. Я. «Кровавое Воскресенье». Пьеса. Без конца. 1920 г. РГАЛИ. Ф. 2876. Оп. 1. Ед. хр. 1. 7 л.[4]
- Аплетин М. Я. Этапы и формы просвещенского союзного движения за пять лет (1917-1922 гг.) : краткий очерк. — М., 1923.[5]
- Аплетин М. Я. Международное учительское движение. Центр. ком. Проф. Союза работников просвещения СССР. Заоч. профкурсы Культотд. Цекпроса. — Москва : «Работник просвещения», типография «Гудок», 1929.